# Merit ERP
Merit ERP – system informatyczny rozwijany przez Macrologic ERP, pion biznesowy Asseco Business Solutions S.A.
System Merit ERP wspomaga zarządzanie zdefiniowanymi sposobami działania organizacji – procesami, co odróżnia go od tradycyjnego podejścia opartego na wspomaganiu zarządzaniem zasobami firmy w poszczególnych pionach organizacyjnych. Sposób informatyzacji firmy w oparciu o procesy jest zgodny z jej naturalnym funkcjonowaniem. 
Oprogramowanie działa na autorskiej bazie danych Macrobase (mbase).

## Obsługiwane procesy
Personel: kadry, płace, płatności elektroniczne, e-dokumentacja pracownicza, obieg wniosków, Pracownicze Plany Kapitałowe (PPK), badania opinii, czas pracy, oceny pracownicze, obsługa szkoleń, zarządzanie wyposażeniem.
Ewidencje finansowe: finanse, płatności elektroniczne, kasa, konsolidacja sprawozdań, obieg wniosków, obieg dokumentów, środki trwałe.
Logistyka: magazyny, sprzedaż, punkt sprzedaży detalicznej, zakupy, umowy cykliczne, kasa, remonty, transport, odpady.
Produkcja: plan produkcji, produkcja, wyposażenie.
Zarządcze: controlling, obieg wniosków, obieg dokumentów, zarządzanie danymi osobowymi.
Analizy i raporty: logistyczne, produkcyjne, finansowe, controllingowe, personelowe, PPK, analizy procesów, ocen pracowniczych i projektów, analizy zarządcze. 